# Gutenstetten
Gutenstetten – miejscowość i gmina w Niemczech, w kraju związkowym Bawaria, w rejencji Środkowa Frankonia, w regionie Westmittelfranken, w powiecie Neustadt an der Aisch-Bad Windsheim, wchodzi w skład wspólnoty administracyjnej Diespeck. Leży około 5 km na północny wschód od Neustadt an der Aisch, nad rzeką Aisch, przy drodze B470.

## Dzielnice
W skład gminy wchodzą następujące dzielnice: 
- Gutenstetten
- Bergtheim
- Haag
- Kleinsteinach
- Pahres
- Reinhardshofen
- Rockenbach

## Polityka
Rada gminy składa się z 12 członków:
|      | CSU | SPD | Zieloni | Niezrzeszeni Obywatele | Razem     |
| 2002 | 6   | 1   | 1       | 4                      | 12 miejsc |